# Tên gọi Estonia

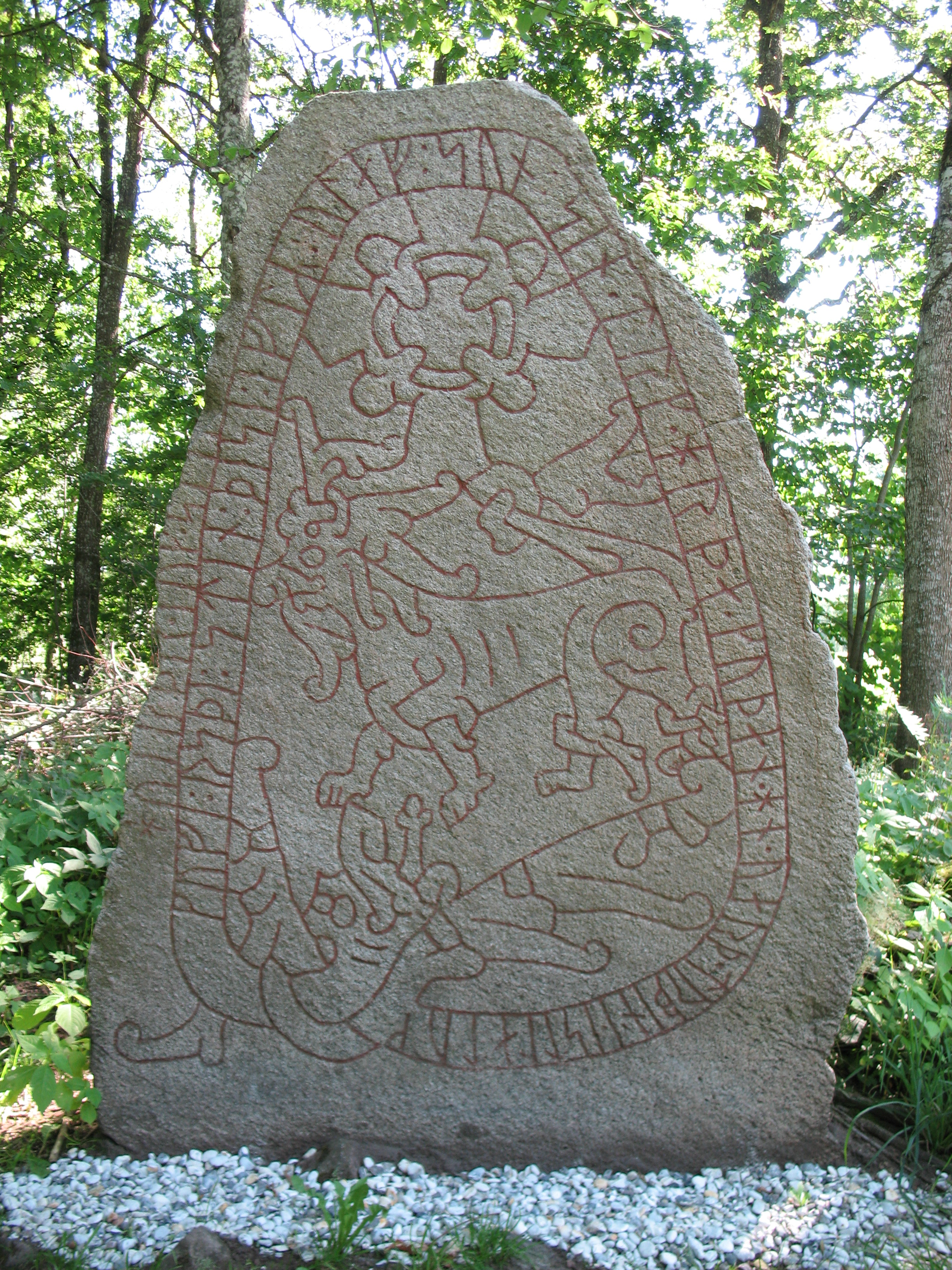
Tảng đá tạc chữ Rune Frugårde ở Thụy Điển từ thế kỷ 11 đề cập đến Estlatum "vùng đất của người Estonia".

Tên của Estonia (tiếng Estonia: Eesti [ˈeːsʲti] ⓘ) có nguồn gốc phức tạp. Nó liên kết với Aesti được Tacitus đề cập lần đầu vào khoảng năm 98 Công nguyên. Ý nghĩa địa lý hiện đại của tên gọi bắt nguồn từ Eistland, Estia và Hestia trong các nguồn tài liệu Scandinavia thời trung cổ. Người Estonia đã sử dụng nó làm tên gọi cuối cùng vào giữa thế kỷ 19, trước đây họ thường tự gọi mình là maarahvas, có nghĩa là "người của đất" hoặc "dân gian đồng quê".

### Người Estonians nhận làm tên

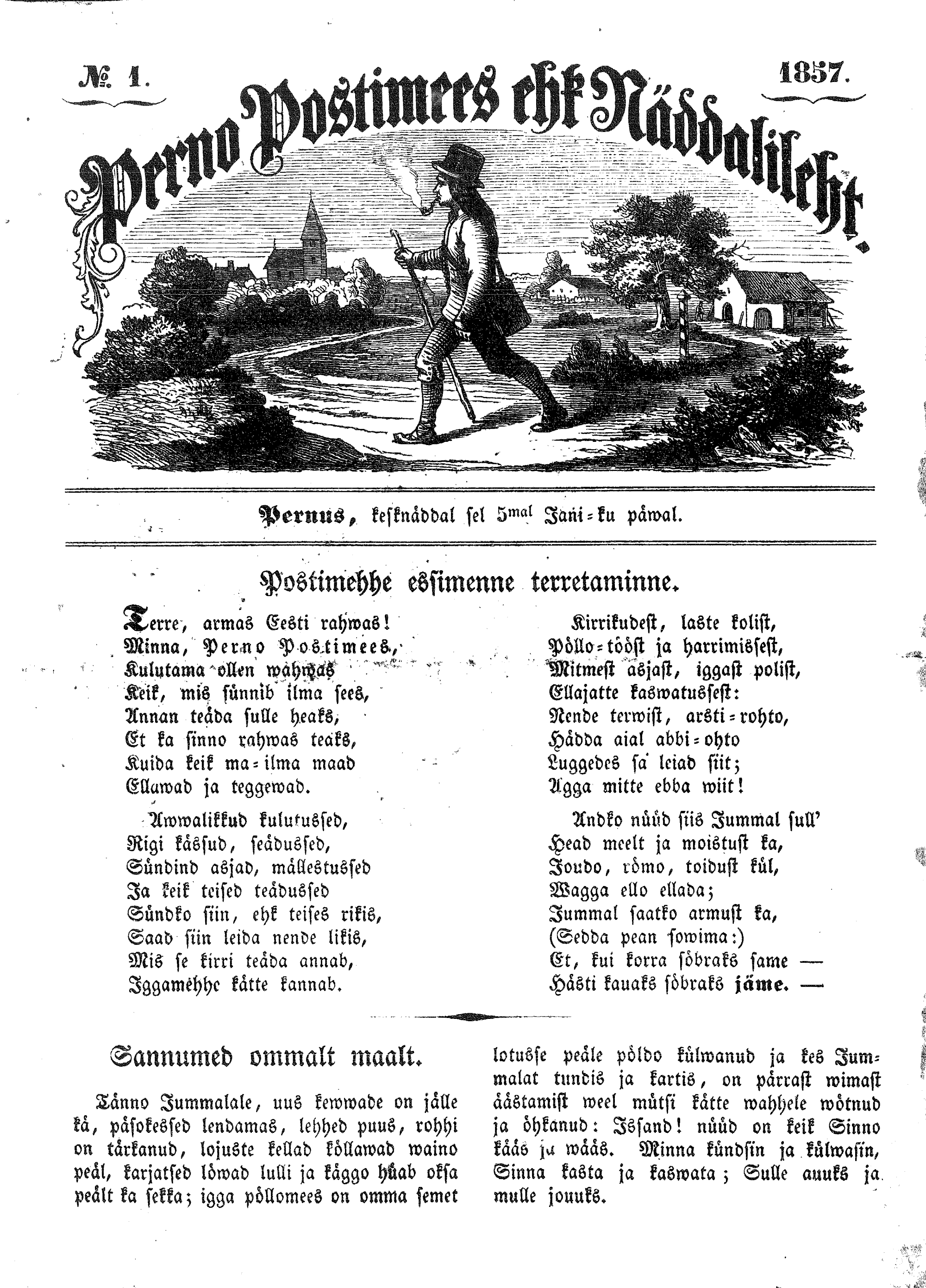
Số đầu tiên của Perno Postimees năm 1857 chào đón độc giả với "Terre, armas Eesti rahwas!" có nghĩa là "Xin chào, người dân Estonia thân mến!".

## Từ nguyên